# Chrysosplenium americanum
Chrysosplenium americanum là một loài thực vật có hoa trong họ Saxifragaceae. Loài này được Schwein. ex Hook. miêu tả khoa học đầu tiên năm 1832.